# Steenwijkerland
Steenwijkerland (anhörenⓘ) ist eine Gemeinde in der niederländischen Provinz Overijssel. Der Name bezieht sich auf die vielen Findlinge, die hier gefunden werden (steen = niederländisch für Stein; wijk = Siedlungsort, abgeleitet aus dem lateinischen vicus für Dorf).

## Orte

### Städte und Dörfer
Das Zentrum der Gemeinde, wo sich auch das Rathaus befindet, ist das 17515 Einwohner beherbergende Steenwijk.
Zur Gemeinde gehören weiter die Städtchen Blokzijl (1.365 Einwohner) und Vollenhove (in der lokalen Mundart: Veno) (4.390 Einwohner), die Dörfer Kuinre (930 Einwohner), Eesveen (595 Einwohner), Oldemarkt (2.705 Einw.), Ossenzijl (565 Einwohner), Sint Jansklooster (2.565 Einw.), Steenwijkerwold (1.885 Einw.), Tuk (2.180 Einwohner) und Zuidveen (605 Einwohner) (eigentlich Vororte von Steenwijk), Wanneperveen (1.715 Einwohner) und das touristisch bedeutsame Giethoorn (2.890 Einwohner), und noch mehrere kleinere Ortschaften mit weniger als 500 Einwohnern.

### Weiler
Unter diesen Weilern gibt es einige mit regional geprägten Namen:
- Nederland, dessen Ortsnamenschilder oft von Jugendlichen gestohlen werden, der Name bedeutet ja auch: Niederlande oder: Tiefland;
- Muggenbeet, dessen Name nicht Mückenbiss bedeutet, sondern von einem altsächsischen Wort für: kleiner Bach stammt;
- Witte Paarden, benannt nach einer Herberge Die Weißen Pferde;
- Doosje (Herkunft des Namens Döschen unbekannt);
- Blauwe Hand (nach einer Herberge benannt);
- Paasloo, mit einer Mühle in der Form eines Bottichs;
- Jonen, mit einer Fähre für Radfahrer und Fußgänger;
- Onna, ein bereits im 14. Jahrhundert bekannter Weiler, und andere mehr.

## Geographie, Lage und Wirtschaft
Die Gemeinde liegt im nördlichen Teil der Provinz Overijssel, hier Kop van Overijssel genannt, an der Grenze mehrerer Endmoränen (Woldberg und Havelterberg) und den Mooren von Giethoorn, De Wieden und De Weerribben. Die Endmoränen entstanden während der vorletzten Eiszeit (Saale-Komplex).Steenwijkerland grenzt an Fryslân (Friesland), Flevoland und Drenthe. Die Topographie ist leicht hügelig im nördlichen und östlichen Teil mit dem Bisschopsberg als höchste Erhebung (17 Meter über NN). Im südwestlichen flachen Teil der Gemeinde liegt das Land teilweise unter dem Meeresspiegel (minus 3 Meter am Zwarte Meer).
Die Stadt Steenwijk ist verkehrstechnisch günstig gelegen. Steenwijk hat 3 Ausfahrten der niederländische Autobahn A32. Die Provinzstraßen N333 und N334 führen ebenfalls von und nach Steenwijk. Der Bahnhof Steenwijk liegt an der Bahnstrecke Leeuwarden-Zwolle. Alle Personenzüge halten hier. Es gibt eine stündliche Zugverbindung nach Amsterdam und Rotterdam. Mehrere Buslinien verbinden Steenwijk mit den umliegenden Städten und Dörfer. Ein zum Kanal ausgebauter Fluss (ehemals Steenwijker Aa, nun Steenwijker Diep) verbindet die Stadt mit dem Fluss- und Kanalsystem der Niederlande. Früher wurde vor allem landwirtschaftliche Erzeugnisse und Torf transportiert. Heute dient der Kanal beinahe ausschließlich touristischen und wassersportlichen Zwecken. Der Gemeindeteil Vollenhove hat allerdings Verbindung über einen Kanal zum Zwarte Meer und zum Ijsselmeer und erlaubt einer dort ansässigen Werft Megajachten bis zu 85 Metern Länge zu bauen.
Steenwijk hat viele kleine und mittlere Handels- und Industrieunternehmen. In der gesamten Gemeinde, die zum Teil unter Meeresniveau liegt und ziemlich sumpfige Böden hat, ist Viehwirtschaft und Tourismus bedeutend. Die Sumpfgebiete, kleine Seen und Kanäle sowie einige malerische Orte ziehen vor allem Naturfreunde und Wassersportler an.

## Geschichte
Steenwijk ist traditionell das Zentrum einer Großregion, die heute auf die Provinzen Overijssel, Friesland und Drenthe aufgeteilt ist. Der friesische Teil dieses Gebiets wurde erstmals 1309 als Stellingwerf erwähnt. Die früheste Erwähnung von Steenwijk findet sich in einer Urkunde vom 13. März 1141, in der Bischof Hartbert von Utrecht die Kirche von Steenwijk der Benediktinerabtei von Ruinen schenkt. Vermutlich erhielt Steenwijk im Jahre 1296 Stadtrecht.
Steenwijk war im Achtzigjährigen Krieg (1568–1648) wiederholt Brennpunkt des kriegerischen Geschehens zwischen spanischer Besatzungsmacht und den Aufständischen der Sieben niederländischen Provinzen. Im Jahr 1568 konnte der Stadtrat die Einquartierung spanischer Truppen des Herzogs von Alva mit einem erheblichen Geldbetrag abwenden, vier Jahre später jedoch nahm die Armee Willems IV. van den Bergh, die Stadt für Wilhelm I. von Oranien ein. Schon ein paar Monate später eroberte die spanischen Besatzer die Stadt. Bis März 1577 sorgte ein wallonisches Soldatenkontingent für die Aufrechterhaltung der spanischen Autorität, bevor es den Staaten von Overijssel gelang, sich durch erneute Geldzahlungen von dieser Besatzung zu befreien und im März 1580 schlug die Stadt sich auf die Seite Willems von Oranjen.
Kurz darauf geriet Steenwijk erneut unter Belagerung der spanischen Armee. Monate später wiederum befreite ein niederländisches Entsatzheer die Stadt. Durch die Belagerungen und einer nachfolgenden Pestepidemie starben 90 % der Steenwijker Bevölkerung. Die Stadt wurde ein Jahr später erneut Opfer einer spanischen Übernahme und wurde als Folge mit den wenigen verbliebenen Bürgern zur Festung ausgebaut. Erst zehn Jahre später konnte ein Heer der Aufständischen die Stadt zurückerobern. Allerdings wurde die Stadt dabei fast vollständig zerstört. Wiederholte Attacken des Spanischen Heeres verzögerten den zum Ende des Jahrhunderts beschlossenen Wiederaufbau um 5 Jahre.
Blokzijl entstand im 16. Jahrhundert. Während der Belagerung Steenwijks 1580–1581 wurde dort eine verstärkte „Siel“ (Schleuse) erbaut. Der Ort erhielt 1672 das Stadtrecht.
Vollenhove wurde 944 erstmals erwähnt in einer Urkunde: König Otto der Große besaß dort einen Wald und gewährte dem Utrechter Bischof das Jagdrecht. Die Stadt entstand im Mittelalter um die Burg Toutenburg, die mehrmals verwüstet wurde. Im 15. Jahrhundert blühte dort die Fischerei auf Störe. Wie Blokzijl, kam Vollenhove im 17. Jahrhundert zu bescheidener Blüte durch die Schifffahrt mit Torf von Drenthe über die Zuiderzee in das reiche Holland und durch die Anwesenheit einiger reichen Adelsfamilien.
Sint Jansklooster ist nach einem Kloster benannt, das dort von 1399 bis zu seiner Zerstörung im Jahre 1581 stand.
Giethoorn entstand um 1200 als eine der ersten Moorkolonien in der niederländischen Geschichte. Oldemarkt hatte eine bis 1437 reichende Tradition, dass am St. Lambertustag ein bedeutender Jahrmarkt gehalten wird. Bis etwa 1900 fanden hier regelmäßig Butter- und Viehmärkte statt, die die wichtigsten in der Region waren.
Kuinre lag früher an der Zuiderzee. Es hatte einen Hafen und im Mittelalter auch eine Burg, wo die Herren von Kuinre ihr Unwesen trieben, sie waren berüchtigte Seeräuber. Im 17. Jahrhundert wurde der Hafen mit einer Schanze befestigt.
Am 1. Januar 2003 wurde die Gemeinde Steenwijk in Steenwijkerland umbenannt.

## Politik
Die Lokalpartei BuitenGewoon Leefbaar konnte die Kommunalwahl 2022 wie die beiden zuvor gewinnen und dabei ihren Stimmanteil um rund 6,4 Prozentpunkte gegenüber 2018 erhöhen.

### Gemeinderat
Seit der Gemeindegründung setzt sich der Gemeinderat von Steenwijkerland wie folgt zusammen:
| Partei                                           | Sitze | Sitze | Sitze | Sitze | Sitze | Sitze |
| Partei                                           | 2000  | 2006  | 2010  | 2014  | 2018  | 2022  |
| ------------------------------------------------ | ----- | ----- | ----- | ----- | ----- | ----- |
| BuitenGewoon Leefbaar                            | 2     | 2     | 3     | 6     | 6     | 8     |
| Christelijke Partij Burgerbelangen               | 4     | 3     | 3     | 4     | 3     | 5     |
| PvdA                                             | 6     | 8     | 6     | 5     | 5     | 4     |
| VVD                                              | 4     | 3     | 4     | 3     | 4     | 3     |
| CDA                                              | 6     | 5     | 5     | 4     | 4     | 2     |
| ChristenUnie                                     | 2     | 2     | 2     | 2     | 2     | 2     |
| GroenLinks a                                     | 2     | –     | –     | –     | 2     | 2     |
| D66 a                                            | 2     | –     | 1     | 3     | 1     | 1     |
| Partij Voor Behoud van de Nederlandse Identiteit | –     | –     | –     | –     | –     | 0     |
| Progressief Alternatief Steenwijkerland a        | –     | 2     | 2     | –     | –     | –     |
| SP                                               | –     | 2     | 1     | –     | –     | –     |
| Lokaal Onafhankelijk Steenwijkerland             | –     | –     | 0     | –     | –     | –     |
| Duurzaam Sociaal Steenwijkerland                 | –     | –     | 0     | –     | –     | –     |
| Gemeentebelangen a                               | 1     | –     | –     | –     | –     | –     |
| Gesamt                                           | 27    | 27    | 27    | 27    | 27    | 27    |

Anmerkungen

## Sehenswürdigkeiten
In der Stadt Steenwijk ist das Jugendstilhaus Ramswoerthe (1899), mit angrenzendem Park. Die Stadt hat noch zwei bemerkenswerte Kirchen (15. bzw. 17. Jahrhundert) und eine Waage (1684 erbaut).
Blokzijl hat einen Yachthafen, um den sich malerische Häuser aus dem 17. Jahrhundert gruppieren. Es hat auch eine im 17. Jahrhundert erbaute Kirche.
Vollenhove hat zwei bemerkenswerte alte Kirchen (15. bzw. 17. Jahrhundert), die Burgruine Toutenburg mit Park, das Herrenhaus Old Ruitenborgh (18. Jahrhundert; seit dem 1. Januar 2006 ein Partyzentrum mit Restaurant und bescheidenem Hotel) und mehrere alte Häuser, darunter anderem die ehemalige Lateinschule (17. Jahrhundert).
Giethoorn und Dwarsgracht, zwischen Blokzijl und Steenwijk gelegen, sind malerische Dörfer, deren Einwohner sich selbst und ihr Vieh mangels Landstraßen mit „punters“ (kleinen Booten) befördern. Viele der Bauernhäuser sind aber inzwischen zu Zweit- oder Ferienwohnungen umgebaut worden. Der Filmemacher Bert Haanstra drehte in den 1950er Jahren in Giethoorn einen Film über das Dorfleben, was den Wassersporttourismus stark angeregt hat.
Im Sommer werden die Häuser einige Male abends beleuchtet, was eine romantische Rundfahrt ermöglicht.
Zwischen Kuinre und Steenwijk befindet sich der Naturpark „Weerribben“, ein sehr wertvolles „wetland“ (Feuchtgebiet), das mit Führung besucht werden kann.
Im Süden der Gemeinde liegt der Naturpark „De Wieden“ mit einigen Seen (Wieden oder wijden: weite Wasserflächen, teilweise durch das Ausbaggern von Torf entstanden) und eine ähnliche Moorlandschaft wie „Weerribben“. Auf den Seen wird viel gesegelt. Ein Besucherzentrum befindet sich im Dorf Sint-Jansklooster, bei Vollenhove.
Im Bereich des Oostertors in Steenwijk steht ein in 2003 von Hans Kuyper entworfenes Denkmal für Johannes Corputius. Dieser hatte 1581 erfolgreich die Verteidigung der Stadt gegen die Truppen des Georg von Lalaing geleitet.
Alljährlich am 3. Freitag des August findet in Sint Jansklooster ein Blumenkorso statt. Die bis zu 10 Meter hohen Wagen, die unter anderem Szenen aus Theaterstücken darstellen, sind mit Hunderttausenden Dahlien geschmückt.

## Bilder

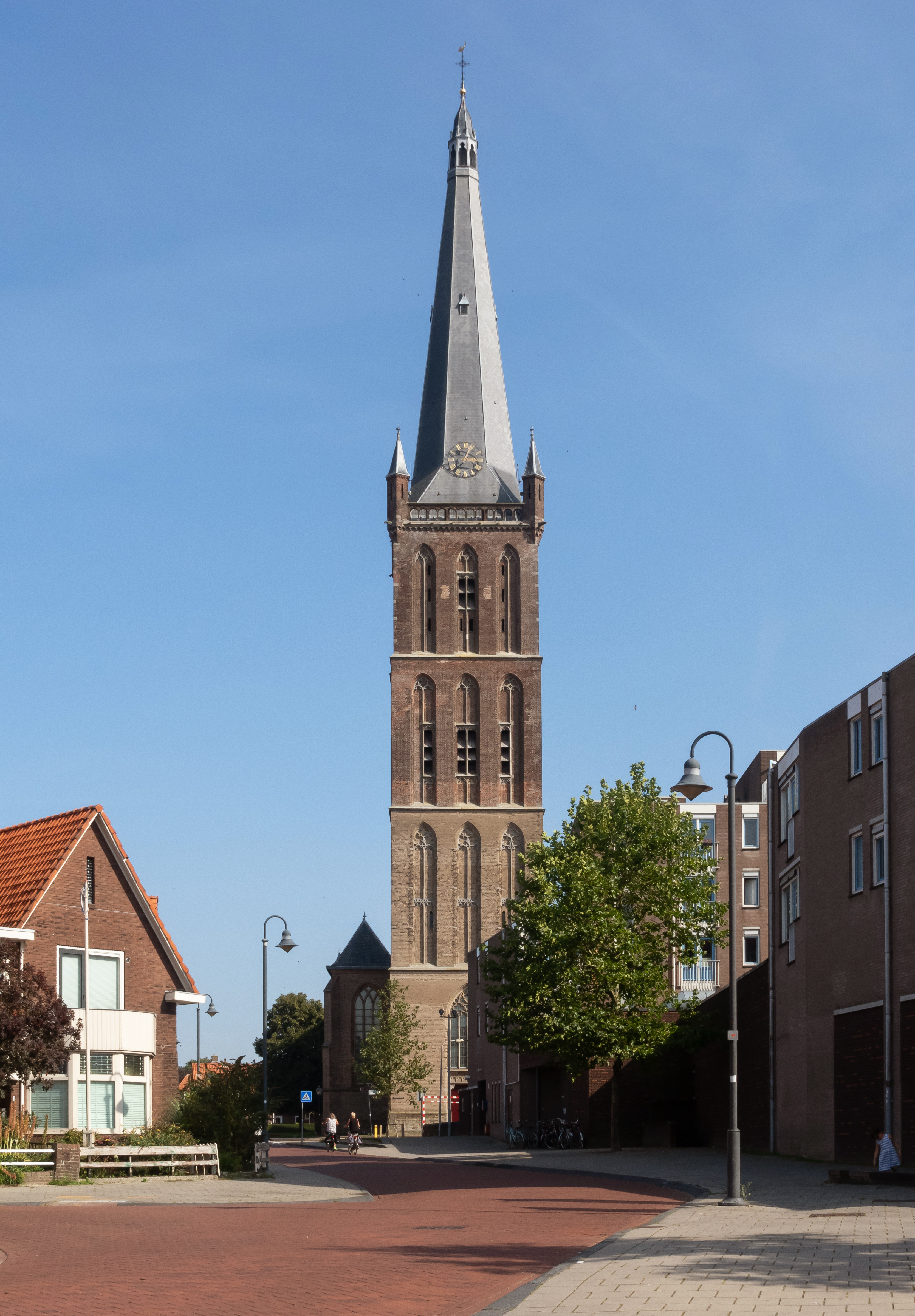
Steenwijk, Kirche: de Grote of Sint Clementuskerk
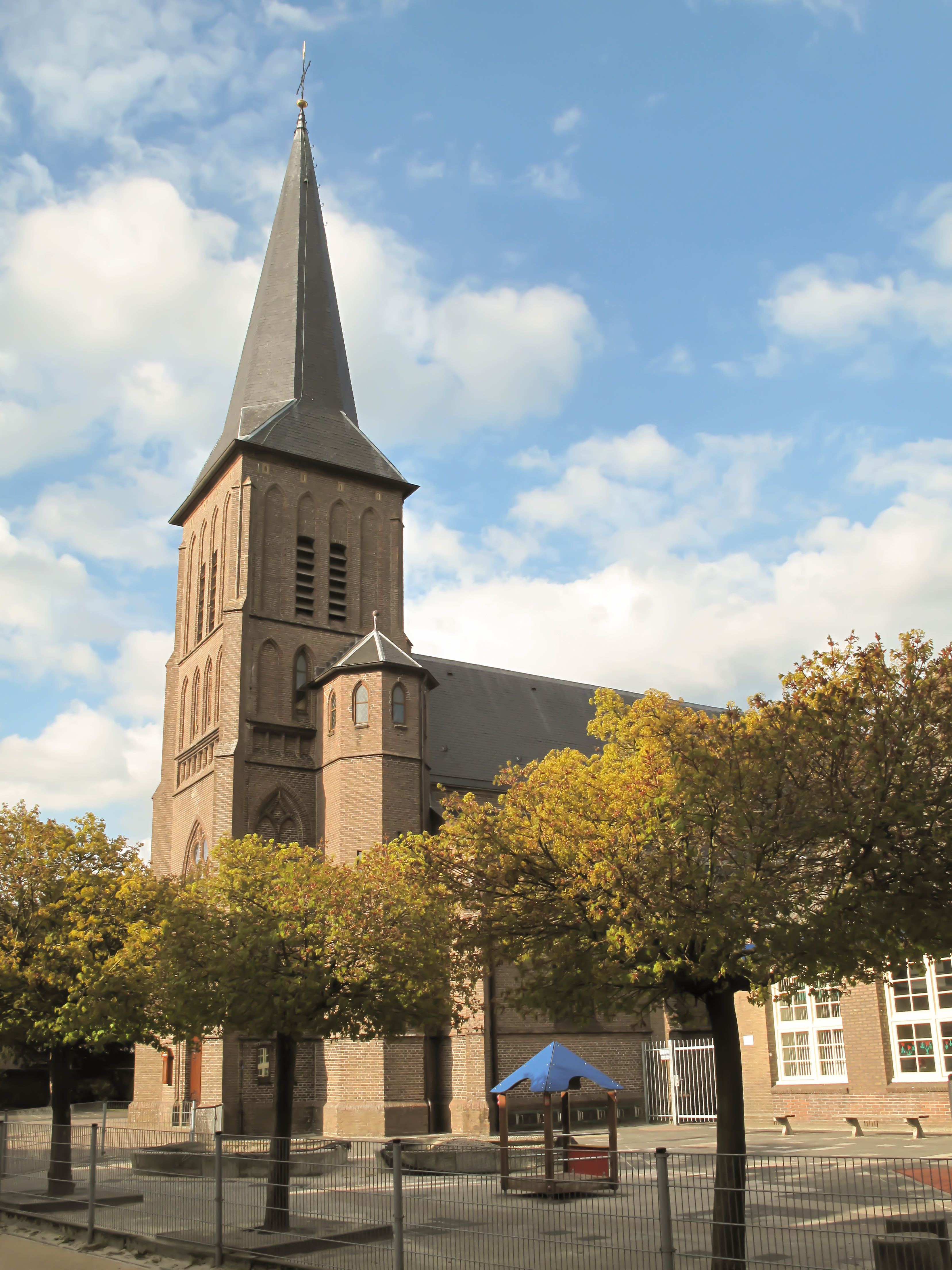
Steenwijk, Kirche: de Clemenskerk
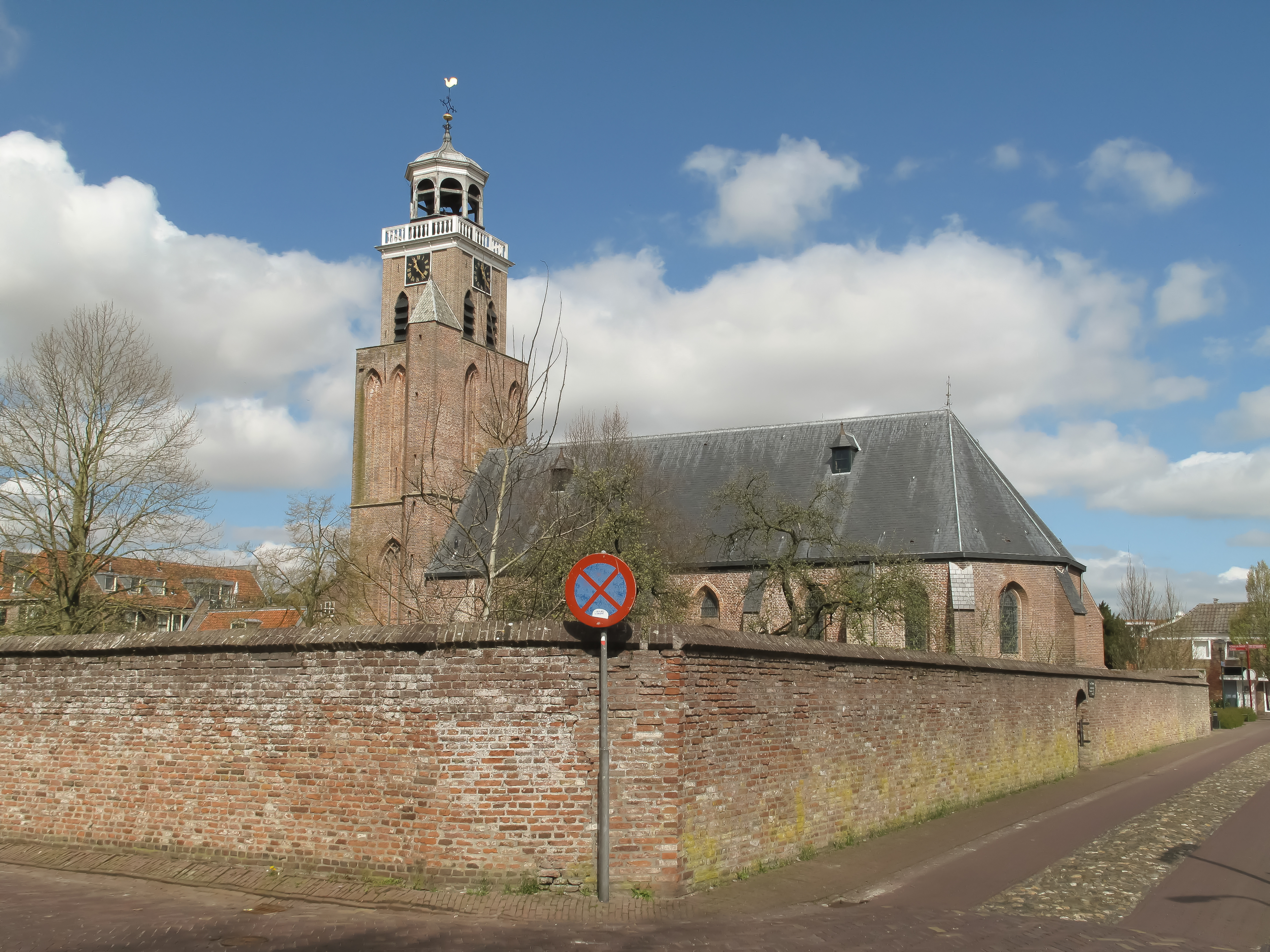
Vollenhove, Kirche: de Kleine of Lieve Vrouwkerk
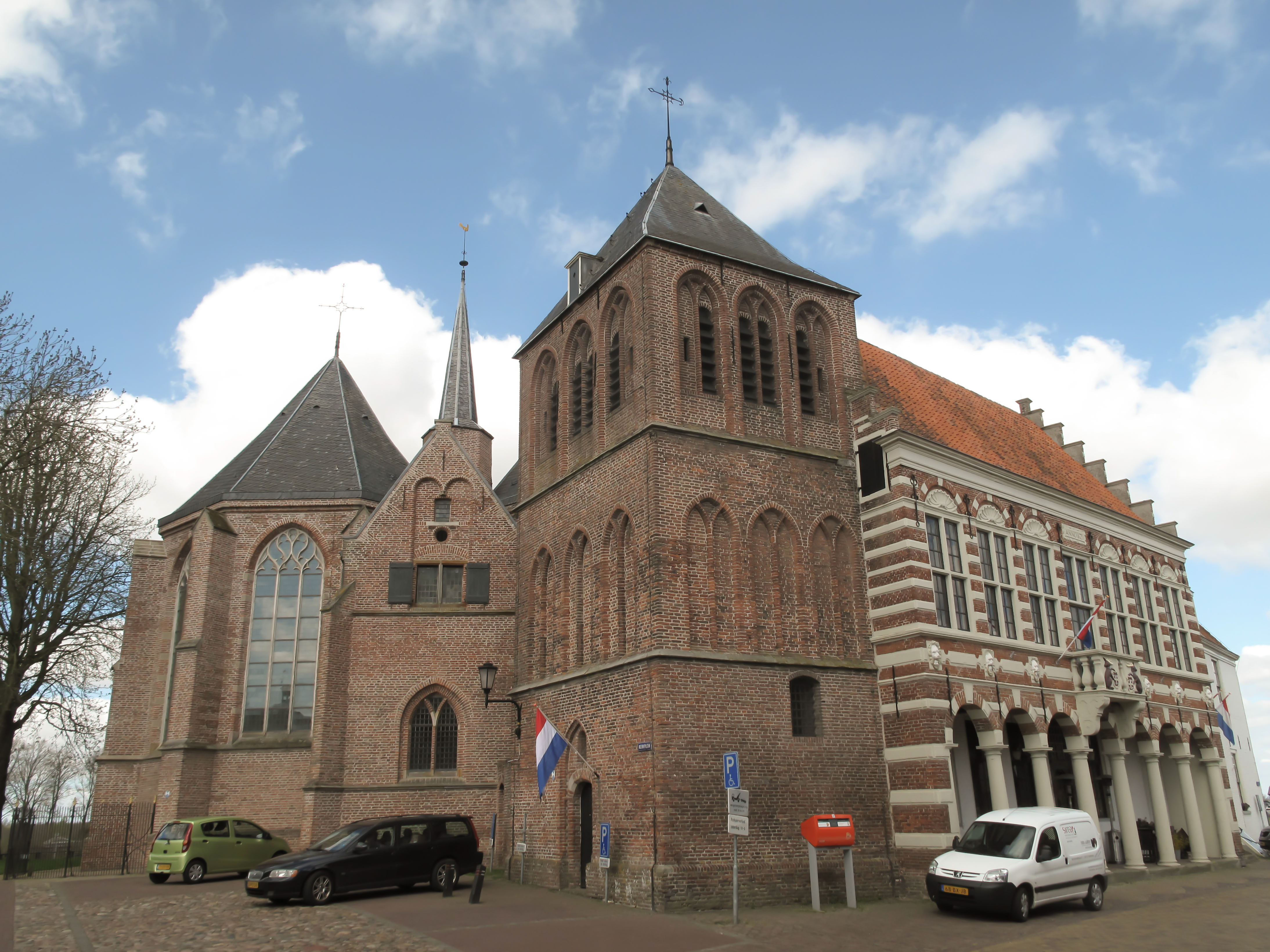
Vollenhove, Kirche: de Grote of Sint Nicolaaskerk
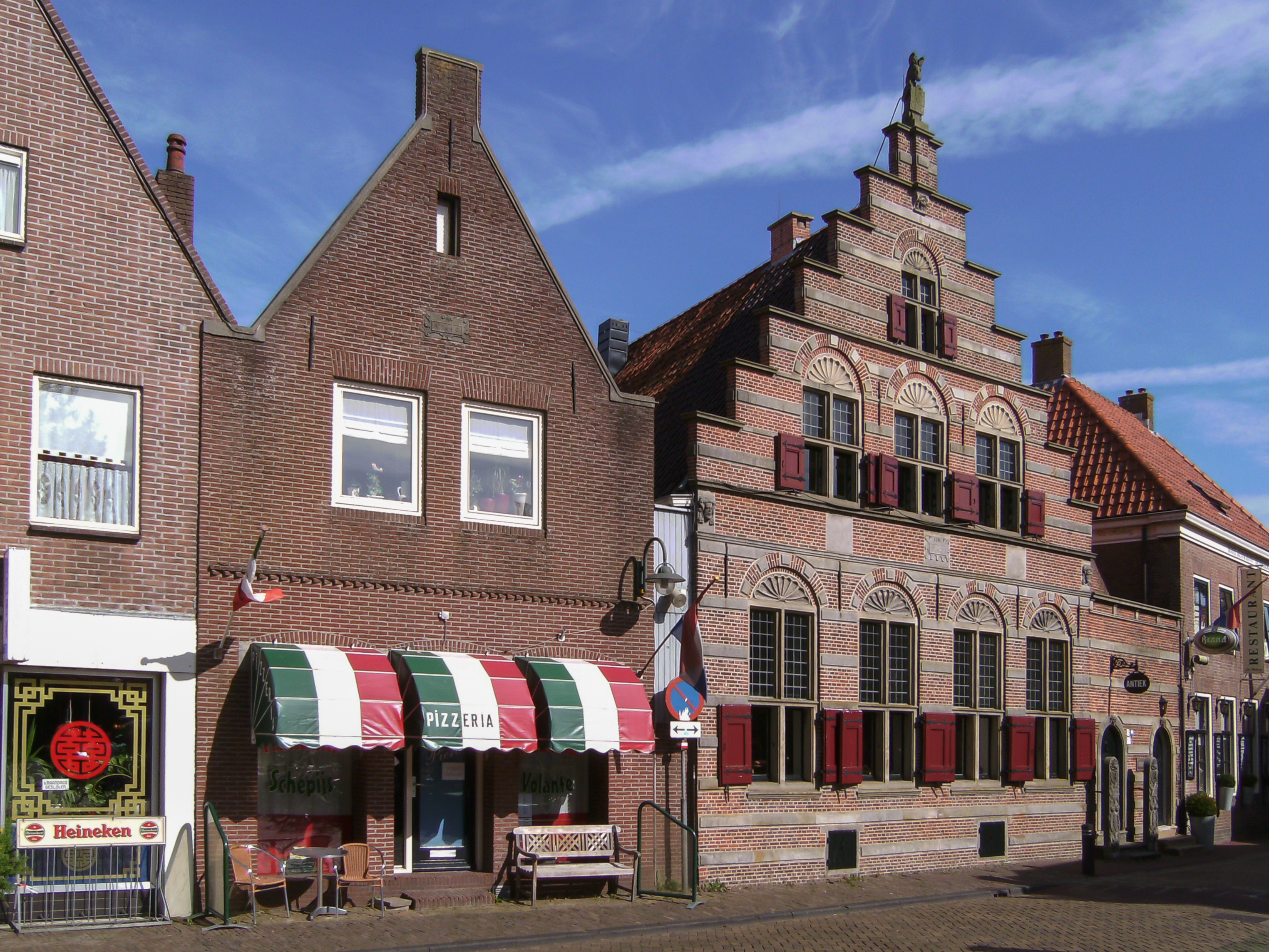
Giethoorn, Bauernhof
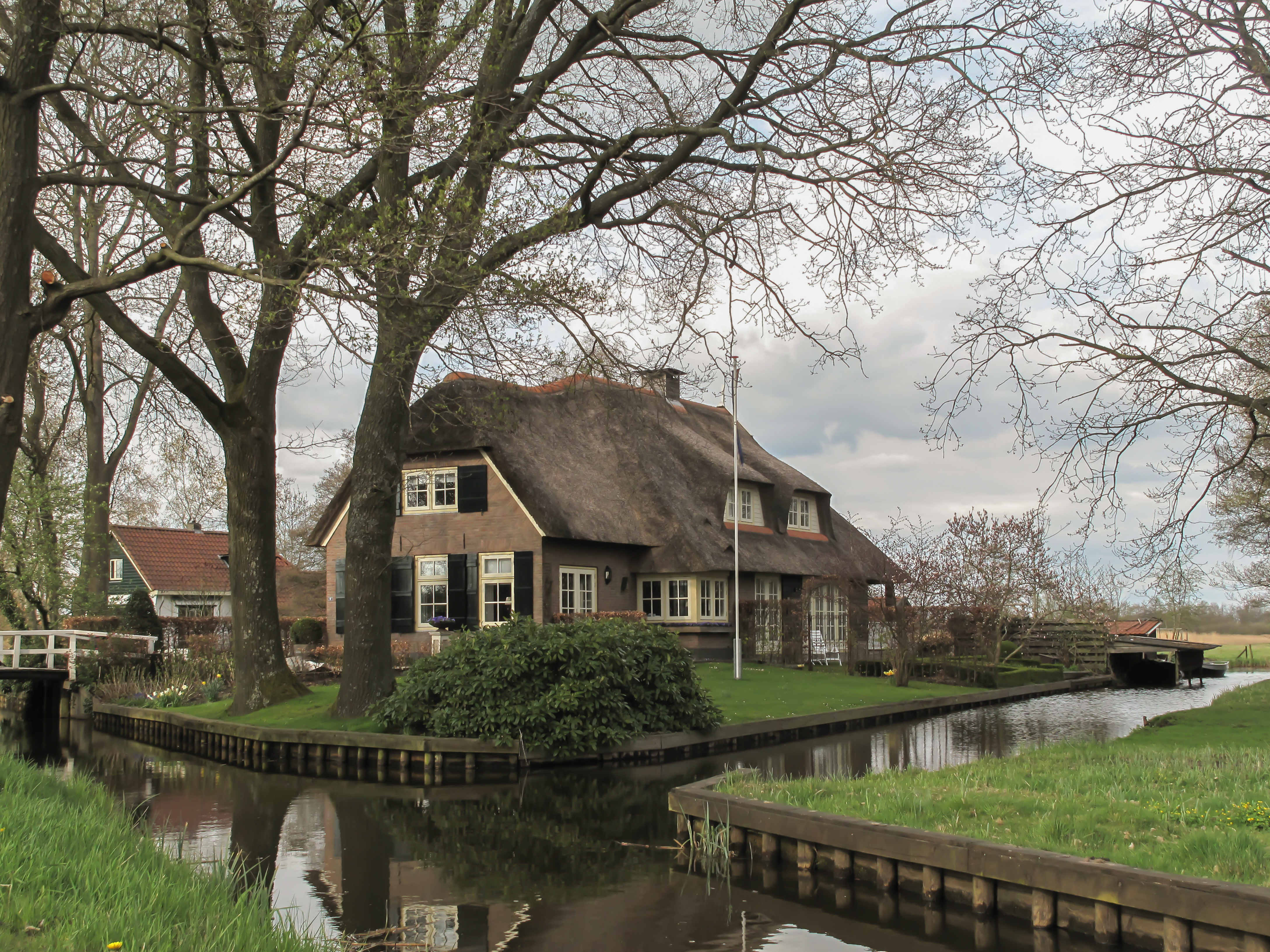
Giethoorn, Bauernhof
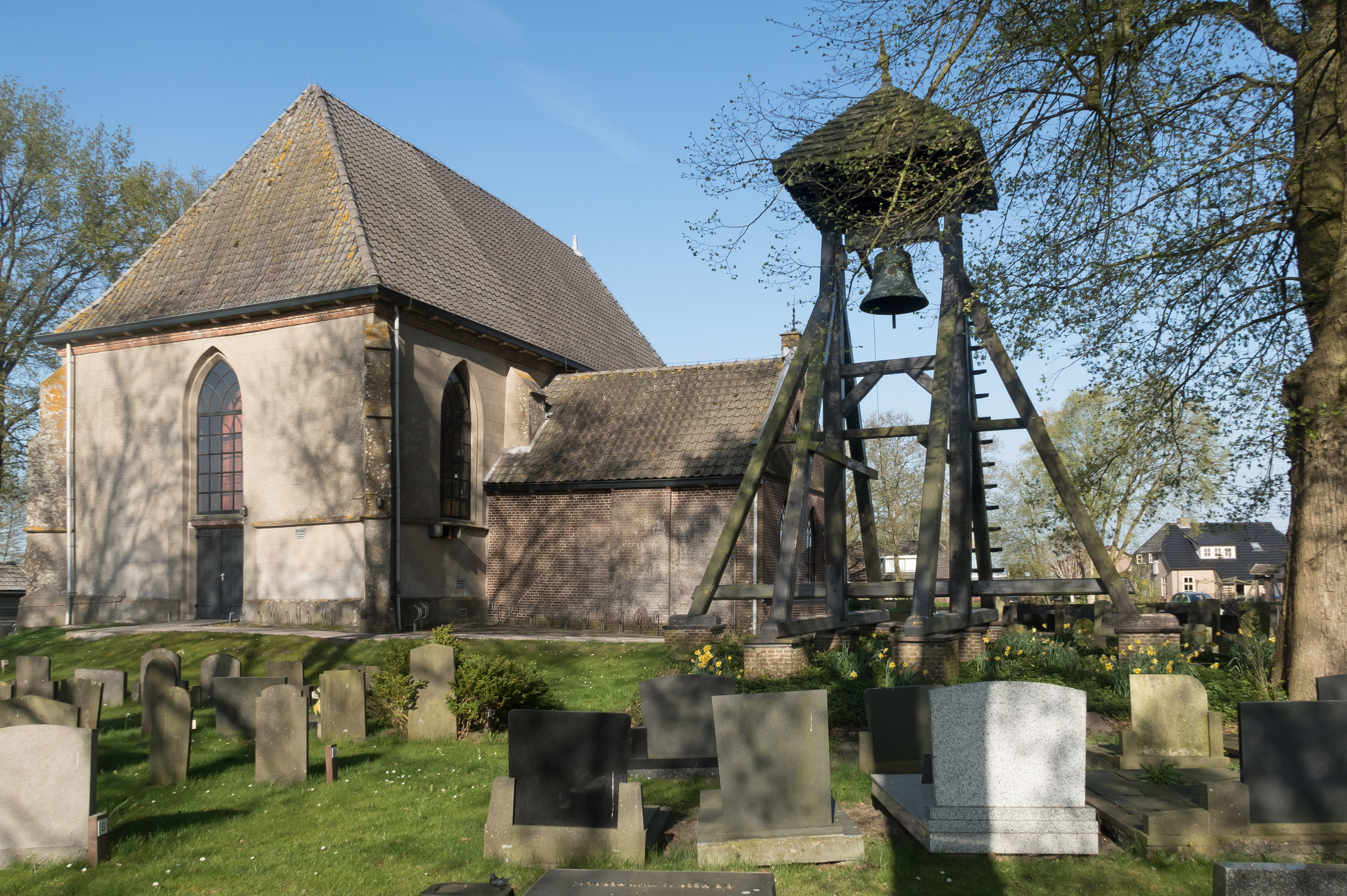
Wanneperveen, reformierte Kirche mit Glockenstuhl und Konsistorium
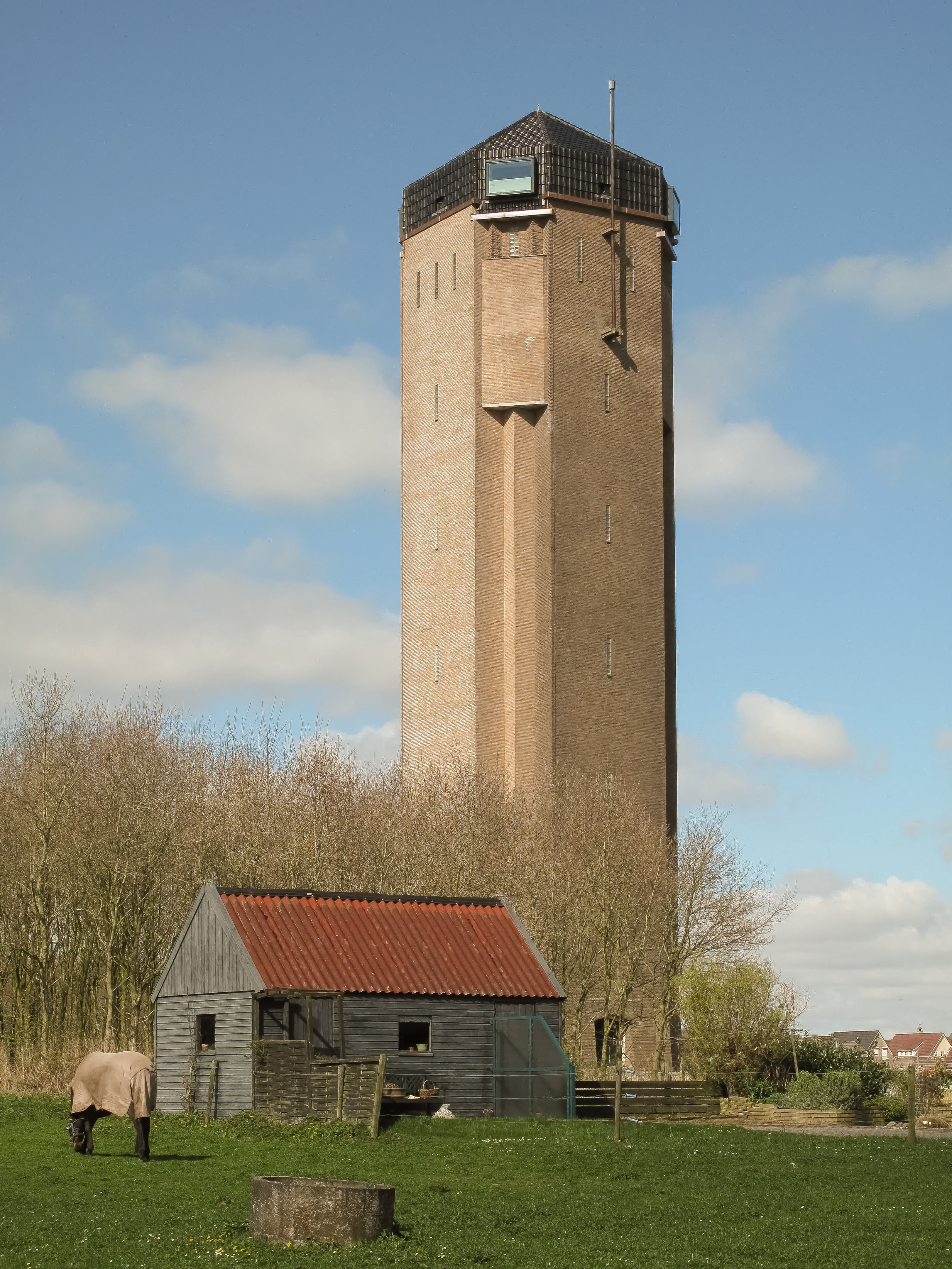
Sint Jansklooster, der Wasserturm
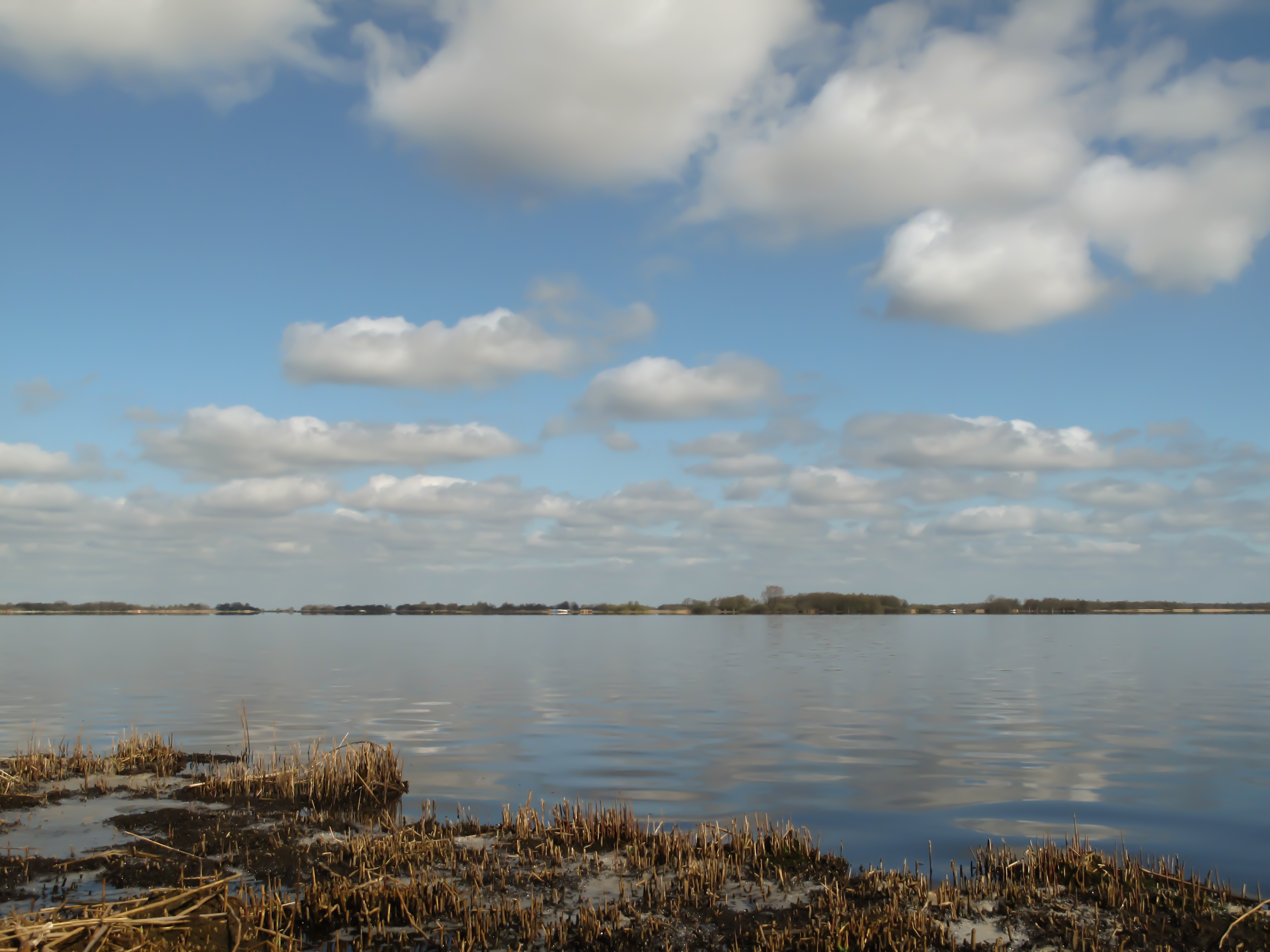
Zwischen Sint Jansklooster und Wanneperveen, de Beulakerwijde
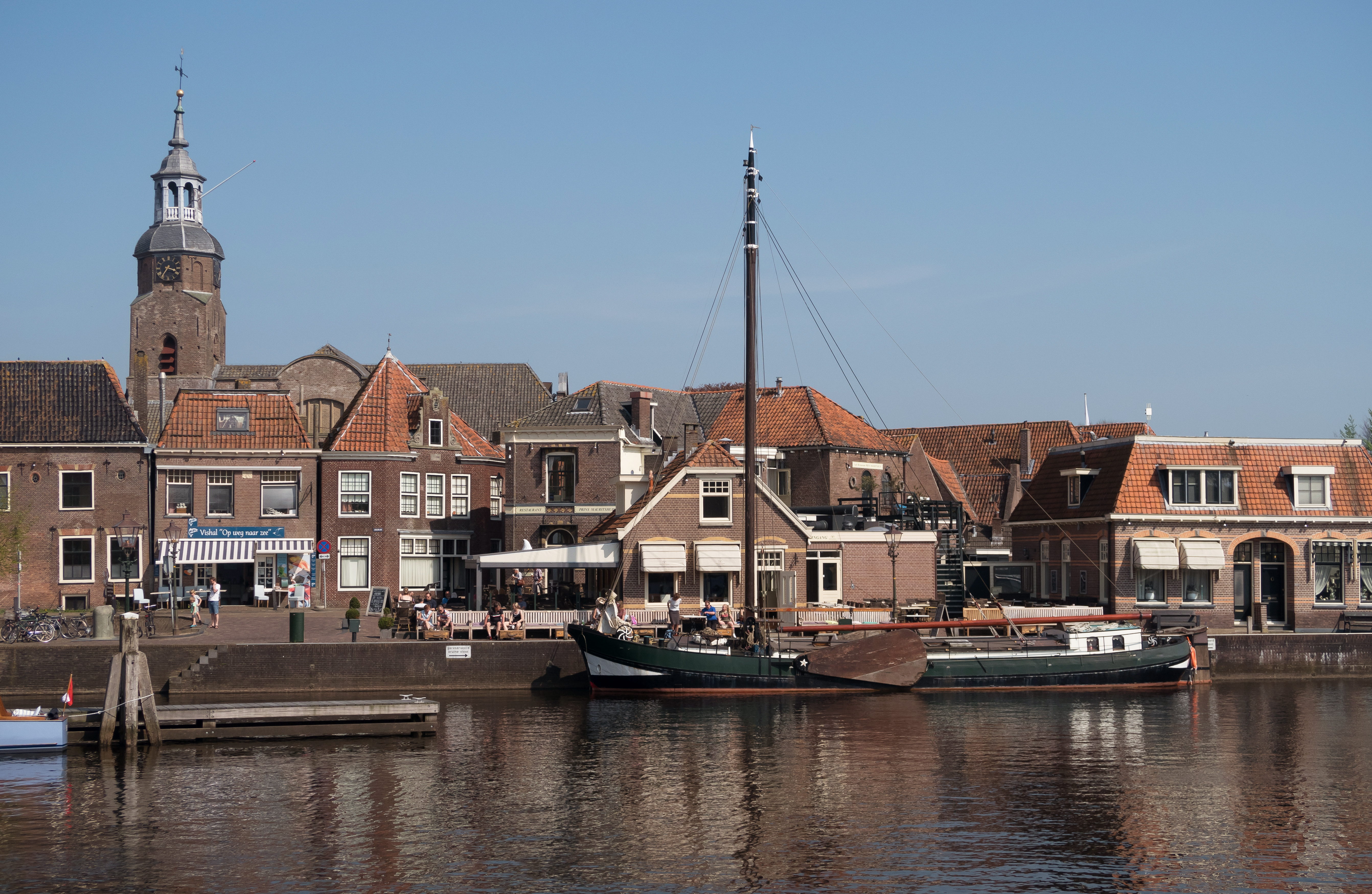
Blokzijl, der Hafen
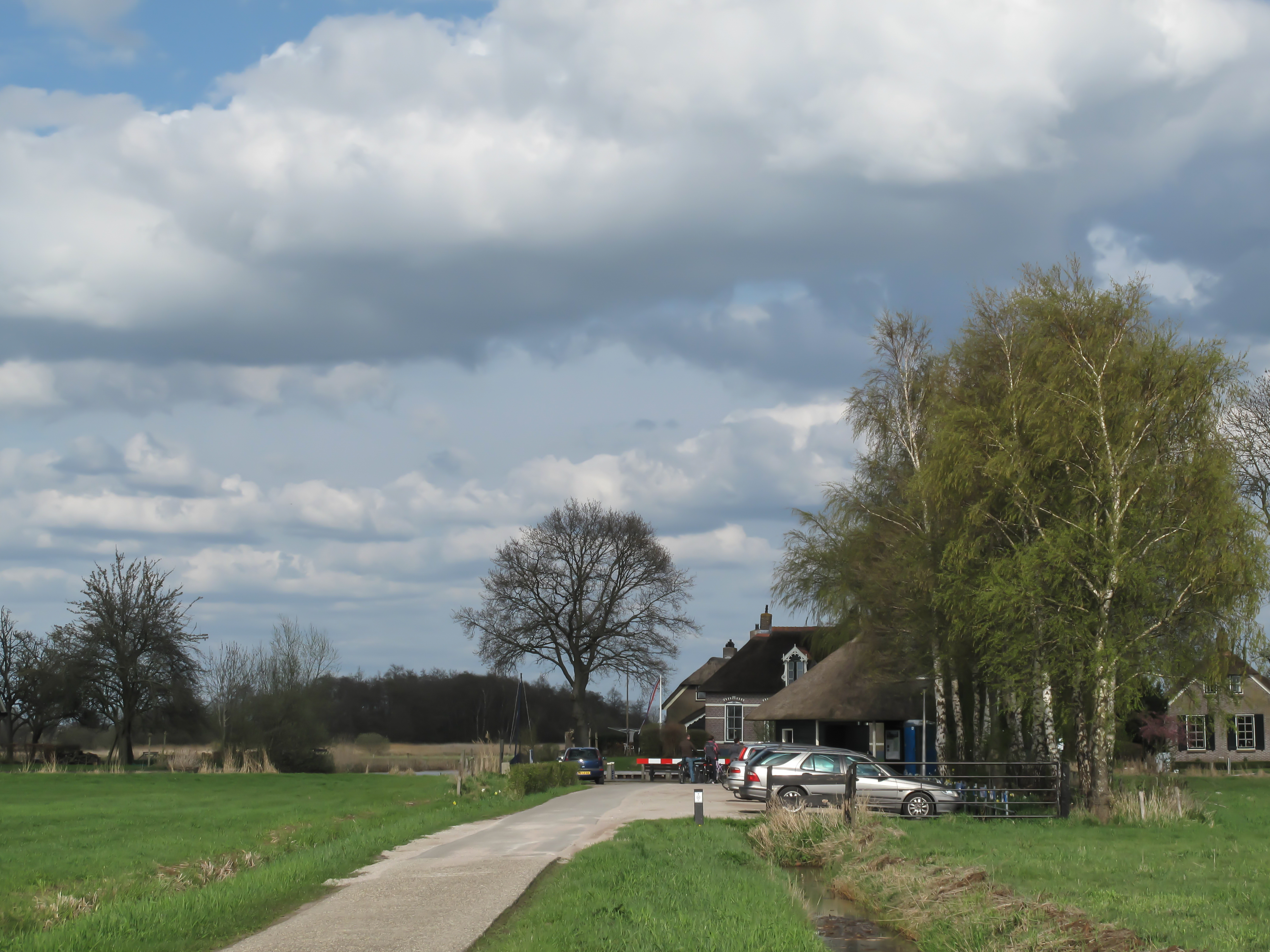
Jonen, die Ortschaft
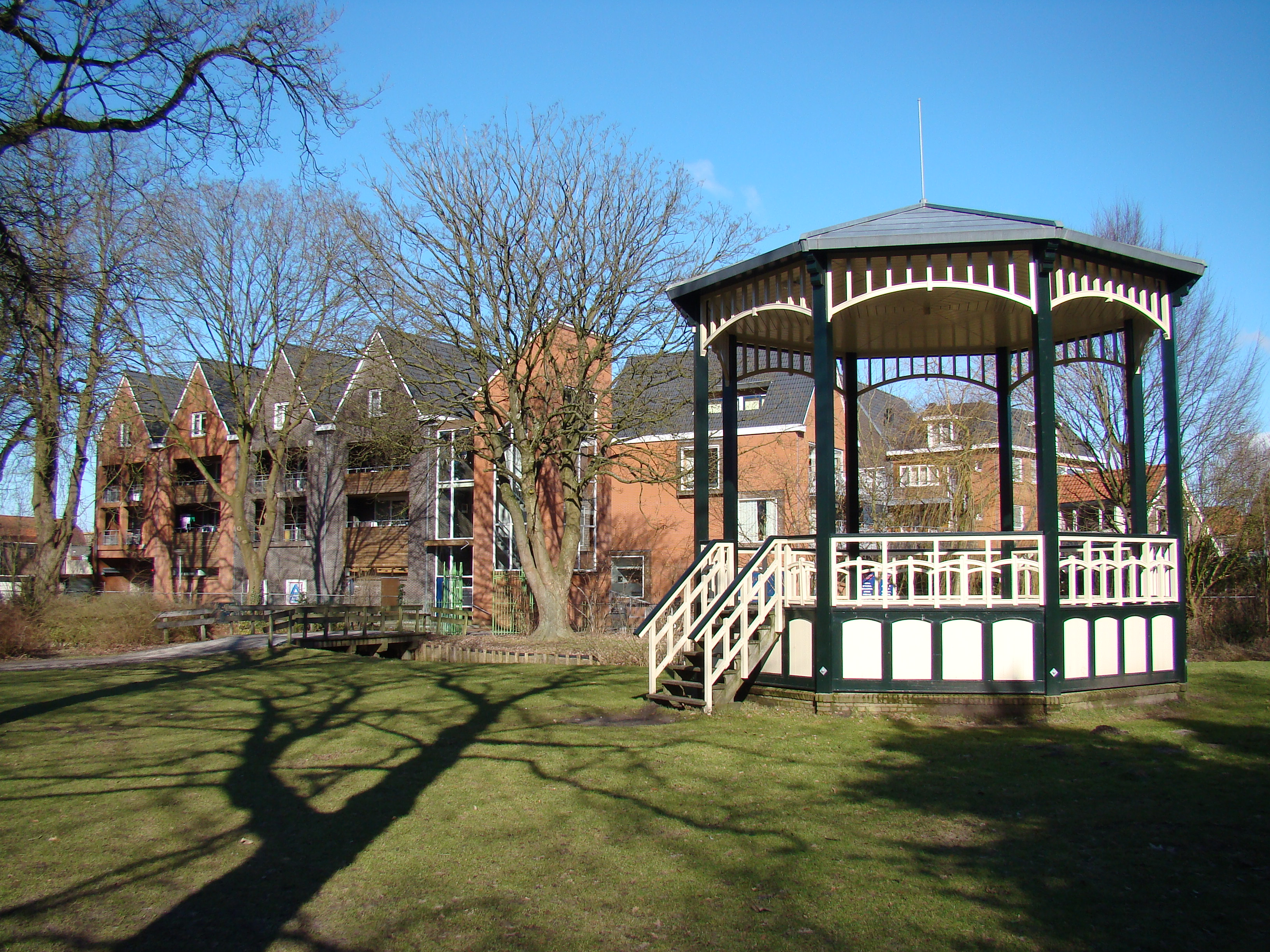
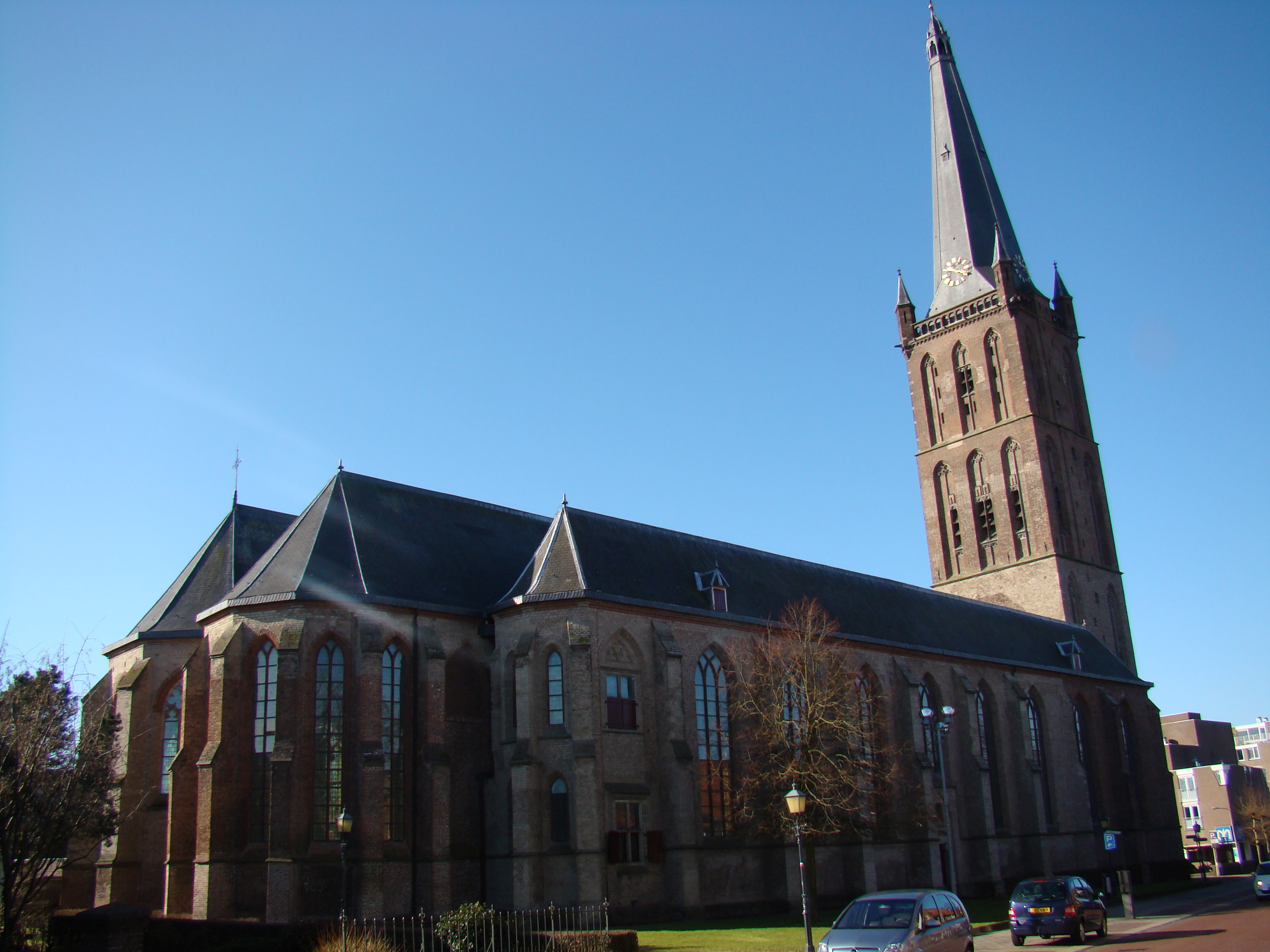
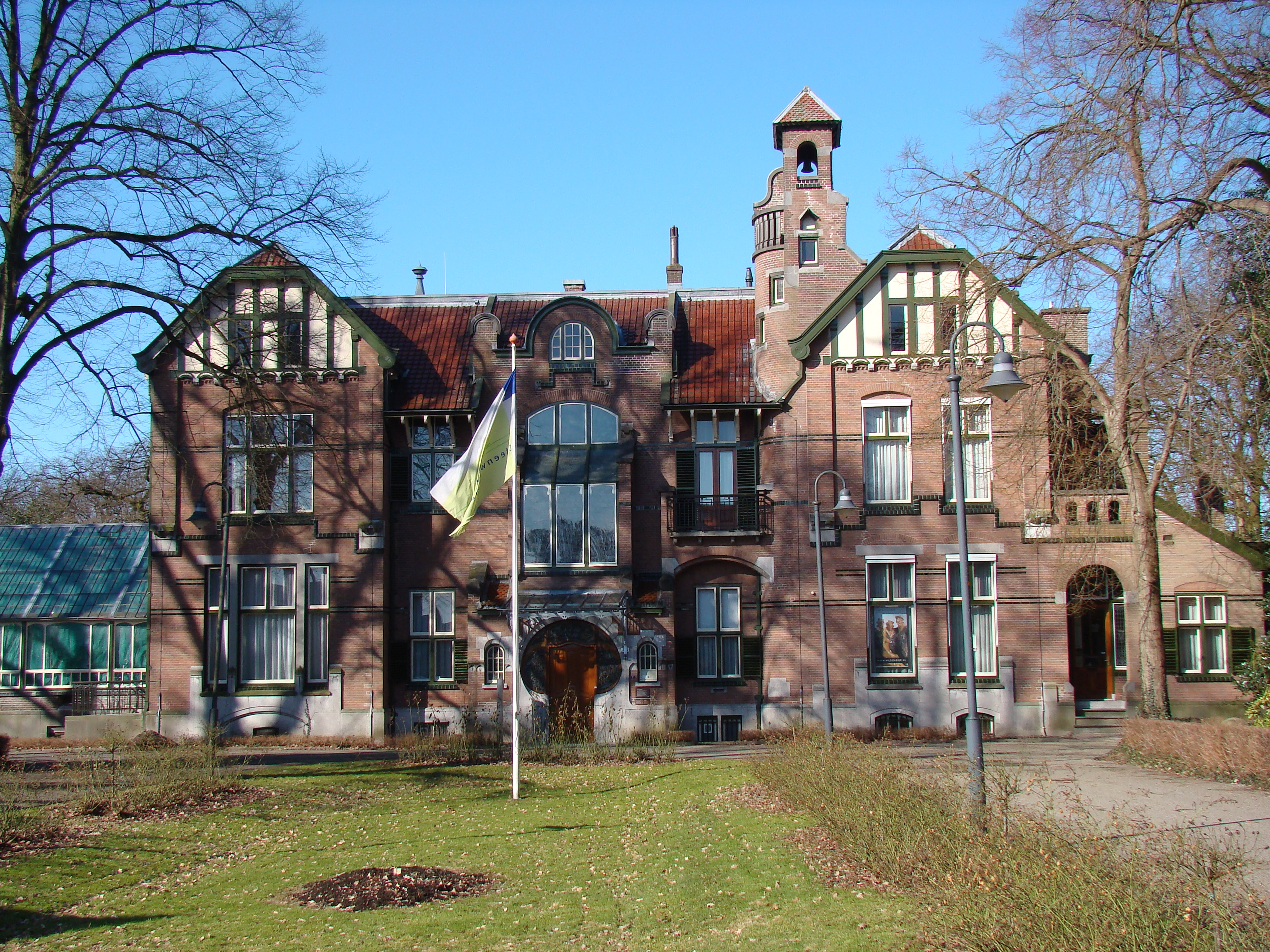
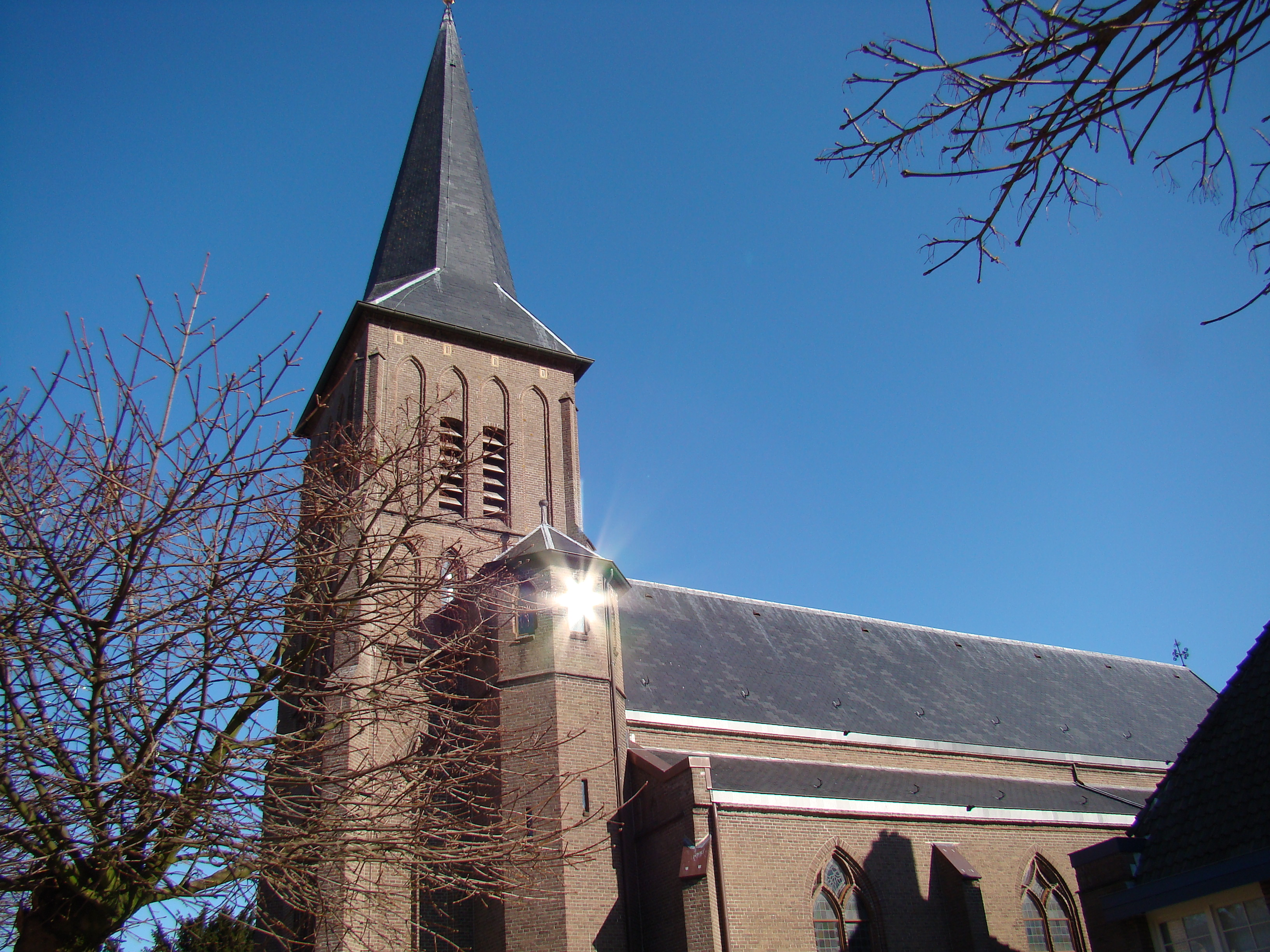
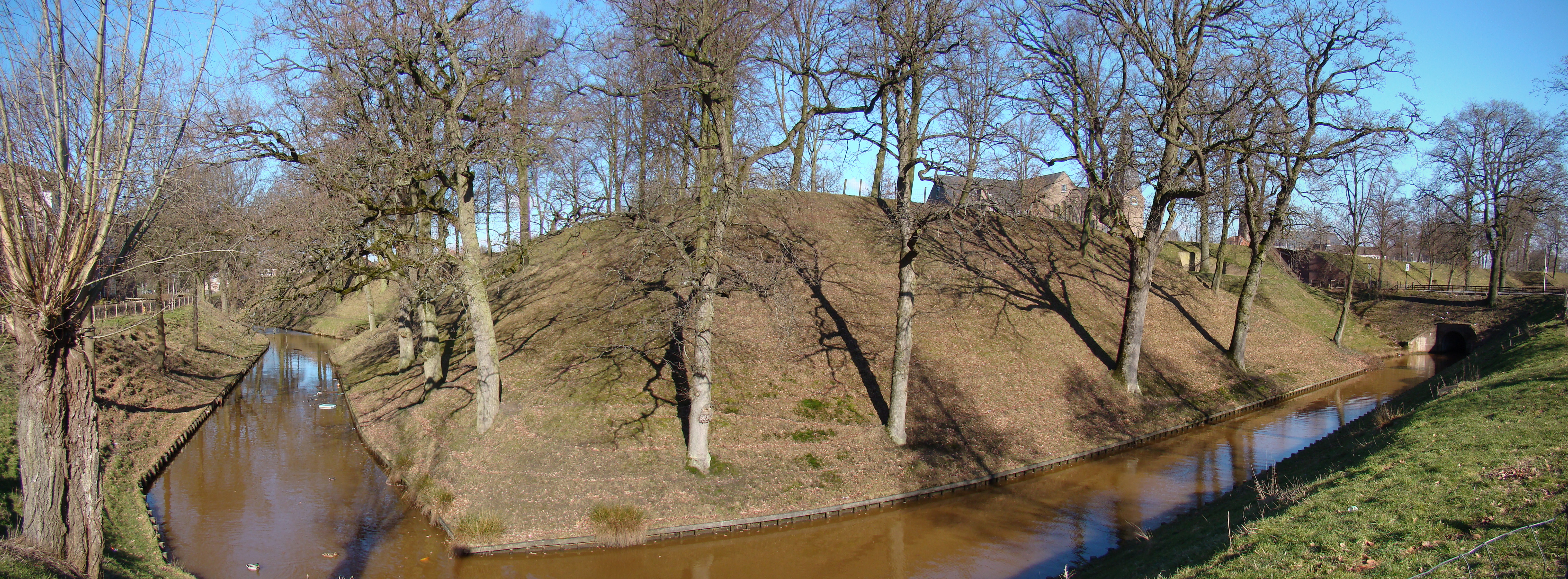
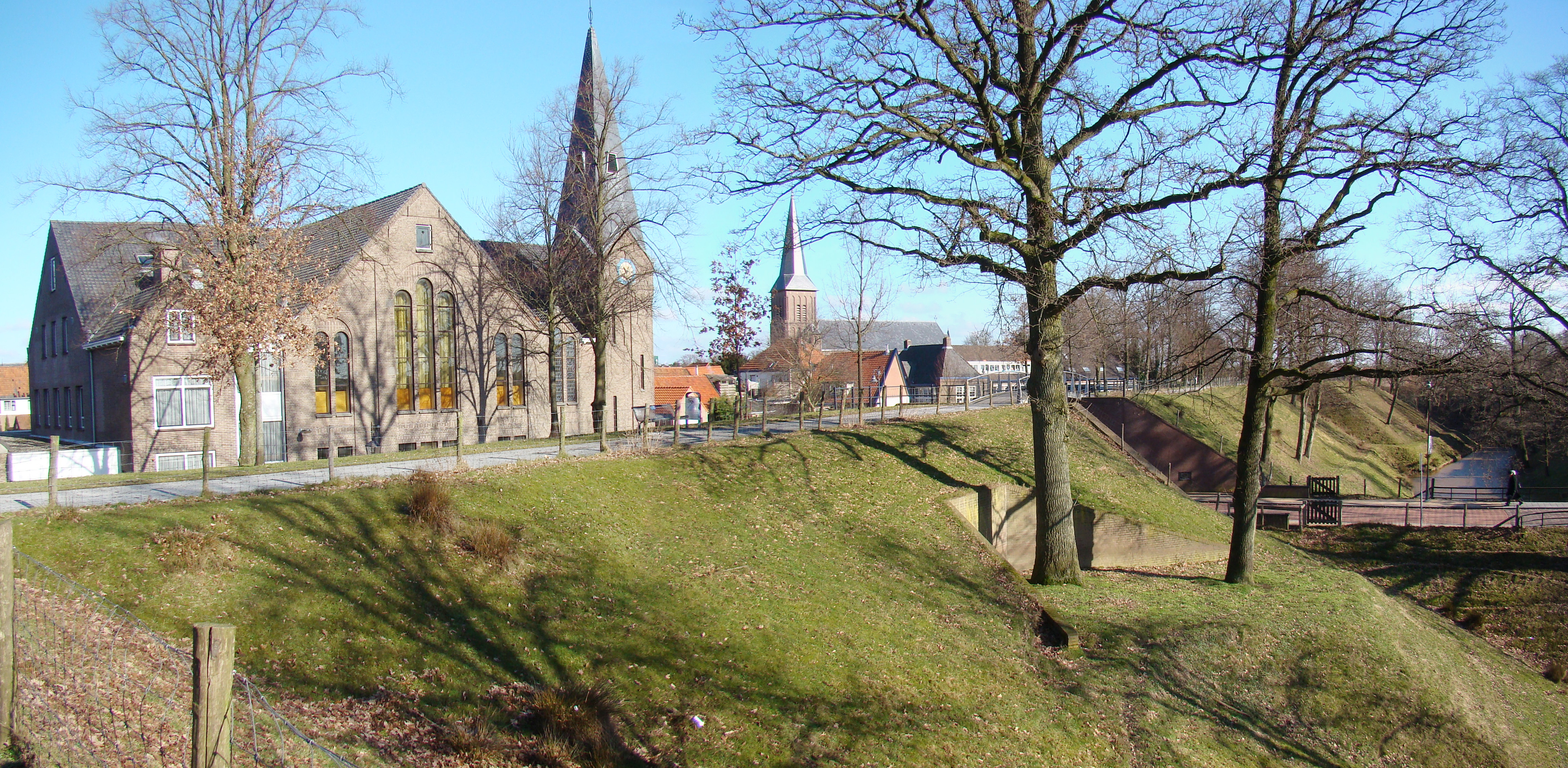
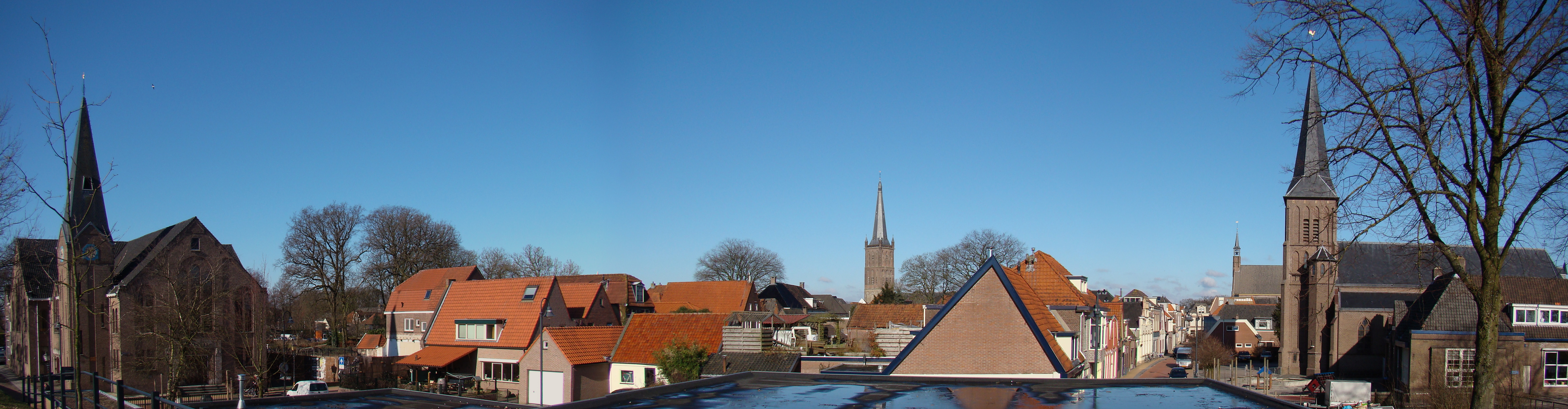
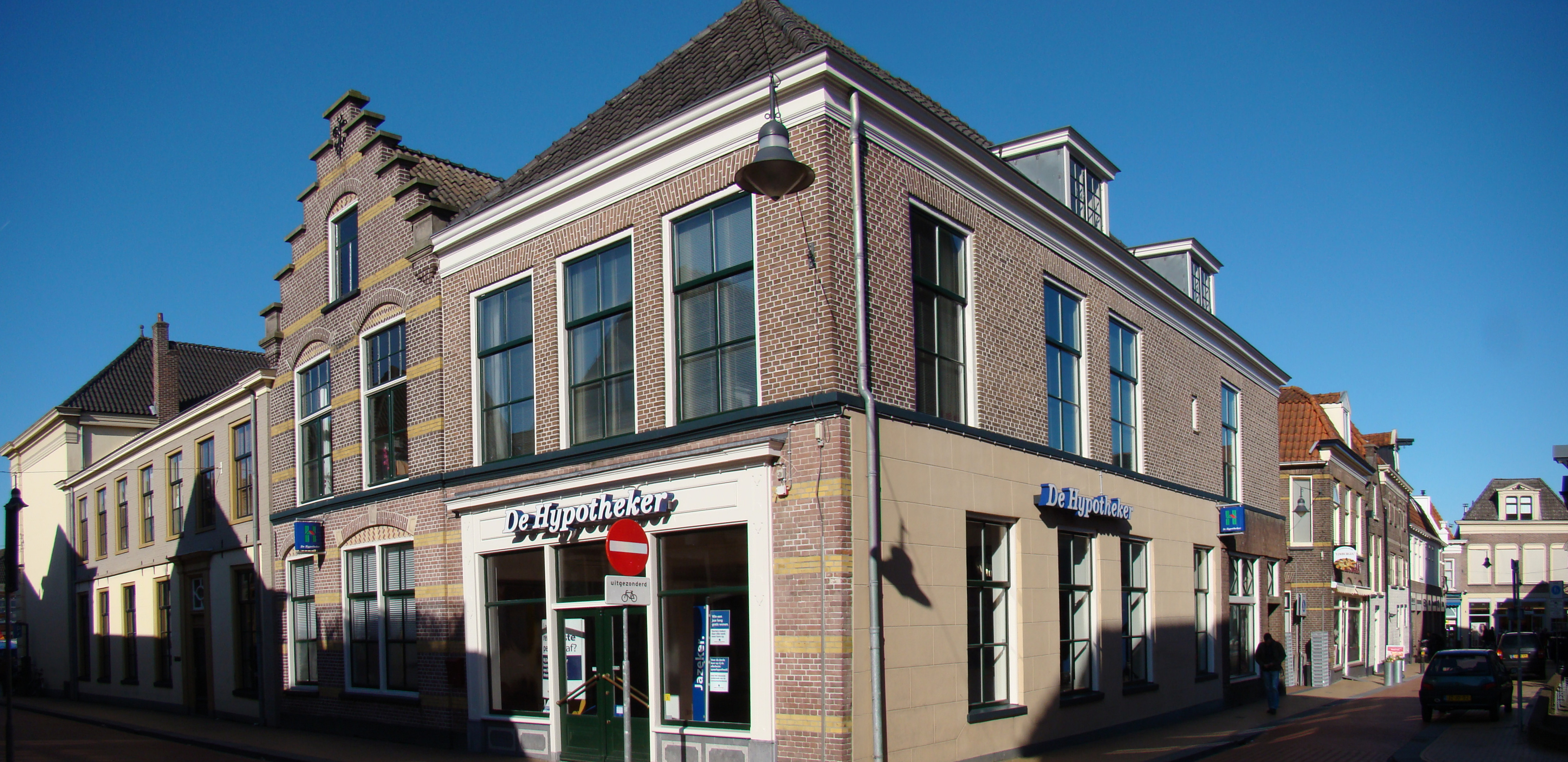

## Persönlichkeiten

### Söhne und Töchter der Gemeinde
- Hendrick van Steenwyck der Ältere (1550–1603), niederländischer Architektur-Maler
- Leo Polak (1880–1941), niederländischer Philosoph, Humanist und Freidenker
- Eeltje Visserman (1922–1978), niederländischer Komponist von Schachaufgaben
- Kees Kist (* 1952), ehemaliger niederländischer Fußballspieler
- Sophie in ’t Veld (* 1963), Politikerin
- Richard Veenstra (* 1981), niederländischer Dartspieler

### Personen, die vor Ort gewirkt haben
- Jan van Batenburg (1495–1538), Bürgermeister der Stadt Steenwijk
- Manuel António von Portugal (1600–1666), Gouverneur von Steenwijk ab 1656